# 康斯特拉申 (亞利桑那州)
康斯特拉申（英語：Constellation）是位於美國亞利桑那州亞瓦派縣的一個非建制地區。該地的面積和人口皆未知。

## 地理
康斯特拉申的座標為34°03′48″N 112°34′57″W / 34.06333°N 112.58250°W，而該地的平均海拔高度為1090米（即3560英尺）。